# John McCrae
John McCrae, född 30 november 1872 i Guelph, Ontario, död 28 januari 1918, var en kanadensisk poet, författare, läkare och konstnär. Han var även soldat under första världskriget och kirurg under Andra slaget vid Ypern i Belgien.
McCrae är känd för att ha skrivit "In Flanders Fields". Denna den mest spridda dikten under första världskriget bidrog till att göra vallmon till minnesblomma över krigets döda. Idag är McCraes födelsehem omvandlat till museum.

## Biografi

### Uppväxt
McCrae föddes i Guelph, Ontario i Kanada. Han var son till överstelöjtnant David McCrae och Janet Simpson Eckford, och barnbarn till skotska immigranter. Hans bror, doktor Thomas McCrae, blev högskolelektor i medicin vid Johns Hopkins Medical School i Baltimore (senare professor i medicin vid Jefferson Medical College). Bröderna blev nära kollegor till sir William Osler.

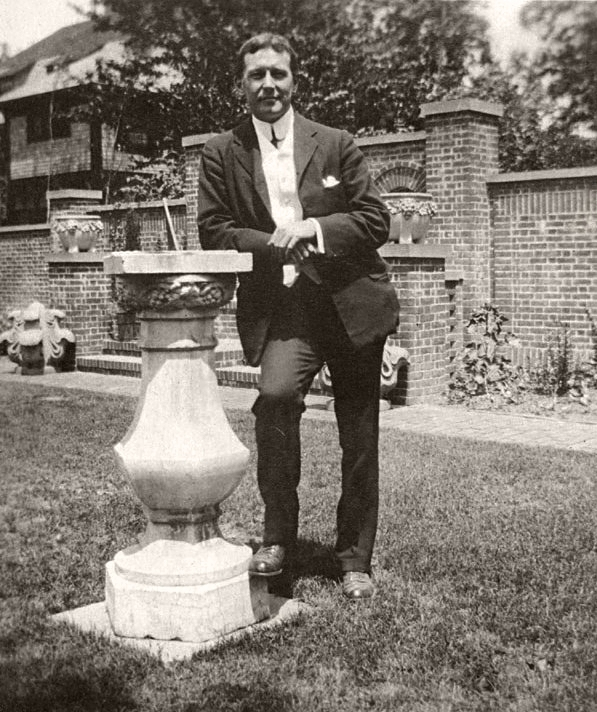
John McCrae, cirka 1912.

John McCrae studerade vid Guelph Collegiate Vocational Institute. Han gjorde ett års avbrott i studierna på grund av återkommande problem med astma.
Bland hans efterlämnade papper (idag utställda i hans födelsehus) finns ett brev han skrev till Laura Kains den 18 juli 1893, medan han utbildade sig till artillerist vid Royal Military College of Canada i Kingston, Ontario. "Jag har en betjänt .. Ett ganska flott ställe, faktiskt .. Mina fönster vetter rakt ut mot bukten, och är precis vid vattenbrynet; det finns en hel del sjöfart för närvarande i hamnen; och floden är mycket vacker." 

### Första dikter, lärare
Han avslutade sin grundexamen vid universitetet i Toronto. Han återvände senare dit som stipendiat för att studera medicin. Under tiden som han studerade vid universitetet gick han med i studentföreningen Zeta Psi (avdelning Theta Xi, klass 1894) och publicerade där sina första dikter.
När McCrae läste till läkare undervisade han andra studenter för att ha råd med skolavgiften. Bland hans studenter fanns två av de första kvinnliga läkarna i Ontario. Han tog examen 1898.

### Första världskriget
När Kanada gick med i första världskriget, anslöt sig McCrae som frivilligsoldat till Canadian Expeditionary Force. Han tog med sig en häst som han fått av en vän. Hästen hette Bonfire, och McCrae kom under kriget att skicka brev till sina syskonbarn i hästens namn och vilka han signerade med ett hovavtryck.
I april 1915 befann sig McCrae i skyttegravarna nära Ypern i Belgien. Några av första världskrigets häftigaste strider utspelade sig där, under det som kom att kallas för Andra slaget vid Ypern. Vid ett tillfälle besköts skyttegravarna dygnet runt mer än två veckor i sträck. Där vårdade McCrae hundratals sårade soldater varje dag, och han var ständigt omgiven av döda och döende.

### "In Flanders Fields"
En samling av McCraes poesi, In Flanders Fields and Other Poems (1918), publicerades efter hans död.
    'In Flanders Fields'

       In Flanders fields the poppies blow

          Between the crosses, row on row,

          That mark our place; and in the sky

          The larks, still bravely singing, fly

       Scarce heard amid the guns below.

    

       We are the Dead. Short days ago

       We lived, felt dawn, saw sunset glow,

          Loved and were loved, and now we lie

                In Flanders fields.

    

       Take up our quarrel with the foe:

       To you from failing hands we throw

          The torch; be yours to hold it high.

          If ye break faith with us who die

       We shall not sleep, though poppies grow

                In Flanders fields.

Det finns flera olika versioner om diktens tillblivelse. Den allmänt vedertagna är att McCrae skrev "In Flanders Fields" den 3 maj 1915. Det var dagen efter att han lett begravningen av sin vän löjtnanten Alex Helmer, som hade dödats under Andra slaget vid Ypern. Dikten skulle ha skrivits när han satt bakpå en fältambulans nära en förbandsplats vid Essex Farm, strax norr om Ypern. Vallmo, som har en central plats i dikten, växte i stort antal i den skämda jorden på slagfälten och kyrkogårdarna i Flandern.

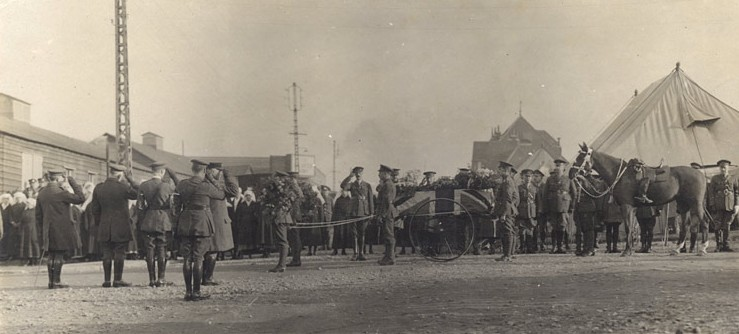
McCraes begravningståg till Wimereux i Frankrike.

Redan kort efter att dikten publicerades blev den första världskrigets mest populära dikt. Den kom att bli den näst sista dikten McCrae skrev. Strax efter att dikten författats förflyttades han till No. 3 (McGill) Canadian General Hospital, ett stort tältsjukhus i Dannes-Cammiers i Frankrike. Kallt och vått väder tvingade sjukhuset att flytta till ruinerna av Jesuitkollegiet i Boulogne. McCraes sista dikt, "The Anxious Dead", berörde samma tema som "In Flanders Fields" men kom aldrig att bli lika populär. 
Under sommaren 1917 drabbades McCrae av flera allvarliga astmaattacker, och i januari 1918 insjuknade han i lunginflammation. Samma dag som han insjuknade fick han reda på att han som förste kanadensare utsetts till specialistläkare åt den brittiska armén. Den 28 januari dog han till följd av lunginflammation och meningit. Han begravdes med militära hedersbetydelser inte långt från Flanderns fält, på kyrkogården i Wimereux strax norr om Boulogne-sur-Mer. Hästen Bonfire ledde processionen, med McCraes ridstövlar bakvända i stigbyglarna.

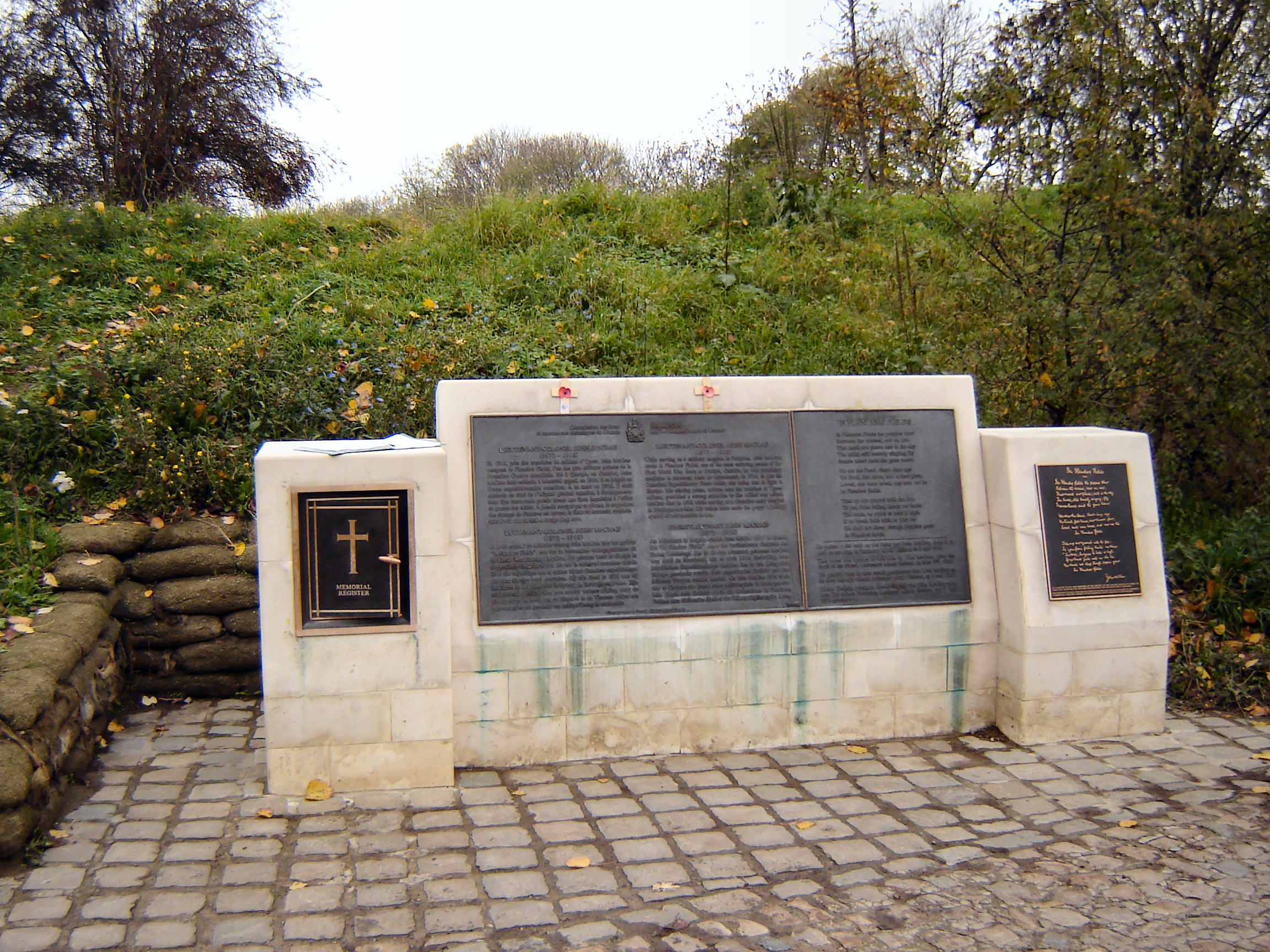
Minnesmärket "In Flanders Fields", Ypern, Belgien.

Kanadas regering har placerat ett minnesmärke efter John McCrae, vid platsen för förbandsplatsen. Denna ligger invid Commonwealth War Graves Commissions kyrkogård i Essex Farm. Minnesmärket innehåller "In Flanders Fields".

## Eftermäle
McCraes dikts popularitet bidrog till att vallmon utsågs till minnesblomma för krigets döda i Storbritannien, Kanada, Frankrike, USA och övriga länder tillhörande Samväldet.
1918 skrev löjtnanten John Philip Sousa musik till McCraes dikt, under titeln "In Flanders Fields the poppies grow".
McCrae blev 1946 utnämnd till person av nationellt historisk betydelse (i Kanada).
En bronsplakett till minne av John McCrae har rests vid Guelph Collegiate Vocational Institute.
Den renoverade saluhallen i Ypern har ett permanent krigsmuseum, "In Flanders Fields Museum", uppkallat efter McCraes dikt.
Flera institutioner har uppkallats till minne av McCrae, bland annat John McCrae Public School (i Guelph), John McCrae Public School (som är en del av York Region District School Board i Markham), John McCrae Senior Public School (i Scarborough) och John McCrae Secondary School (som är en del av Ottawa-Carleton District School Board i Barrhaven).
McCraes födelsehus har gjorts om till museum. Nuvarande Canadian War Museum har ett galleri, för specialutställningar, som kallas The Lieutenant-Colonel John McCrae Gallery.

## Originalcitat
1. ↑  "I have a manservant .. Quite a nobby place it is, in fact .. My windows look right out across the bay, and are just near the water’s edge; there is a good deal of shipping at present in the port; and the river looks very pretty."
2. ↑  "It is a terrible state of affairs, and I am going because I think every bachelor, especially if he has experience of war, ought to go. I am really rather afraid, but more afraid to stay at home with my conscience."